# イポリト・リンコン
ポリ・リンコン（Poli Rincón、1957年4月28日 - ）は、スペイン・マドリード出身の元サッカー選手。スペイン代表であった。現役時代のポジションはフォワード。

## 経歴

### クラブ
レアル・マドリードの下部組織出身であり、経験を積むためにCDディテル・サフラ、レクレアティーボ・ウェルバ、レアル・バリャドリードにレンタル移籍した。1979年にレアル・マドリードに復帰し、10月14日のレアル・サラゴサ戦(3-2)でトップチームデビューすると、途中出場ながら初得点を含む2得点を挙げた。しかし、トップチームのレギュラーには定着できず、1979-80シーズンからの2シーズンでリーグ戦計16試合に出場に留まった。1981年にレアル・ベティスに移籍し、2シーズン目の1982-83シーズンにはチーム順位こそ11位だったが、自身は20得点を挙げてピチーチ賞（得点王）に輝いた。ベティスは1988-89シーズン終了後にセグンダ・ディビシオン（2部）降格となり、32歳で現役引退を表明した。ベティスでは公式戦通算で100近い得点を挙げ、プリメーラ・ディビシオンでは通算239試合に出場して81得点を挙げた。

### 代表
1983年4月27日、サラゴサで行われたUEFA欧州選手権1984予選のアイルランド共和国戦(2-0)でスペイン代表デビュー。FCバルセロナのフランシスコ・カラスコとの交代で出場し、15分間プレーしただけだったが、初得点となる駄目押し弾を決めた。1983年12月21日、セビージャで行われた同予選のマルタ戦では4得点を挙げ、スペイン代表は12-1で歴史的な勝利を挙げた。この試合の詳細はUEFA欧州選手権1984予選 スペイン 12-1 マルタを参照。1984年前半に行われたスイスやハンガリーとの親善試合でも得点したが、フランスで開催されたUEFA EURO 1984本大会の出場メンバーからは外れた。1986 FIFAワールドカップ・ヨーロッパ予選ではウェールズ戦とアイスランド戦で得点し、メキシコで開催された1986 FIFAワールドカップ本大会のメンバーに選出されたが、1分間も出場することなく大会を終えた。

#### 代表での得点
| #   | 日付           | 場所       | 相手         | スコア | 結果        | 大会                                    |
| --- | -------------- | ---------- | ------------ | ------ | ----------- | --------------------------------------- |
| 1.  | 1983年4月27日  | サラゴサ   | アイルランド | 2–0    | 2–0         | UEFA欧州選手権1984予選                  |
| 2.  | 1983年12月21日 | セビージャ | マルタ       | 4–1    | 12–1 (詳細) | UEFA欧州選手権1984予選                  |
| 3.  | 1983年12月21日 | セビージャ | マルタ       | 5–1    | 12–1 (詳細) | UEFA欧州選手権1984予選                  |
| 4.  | 1983年12月21日 | セビージャ | マルタ       | 8–1    | 12–1 (詳細) | UEFA欧州選手権1984予選                  |
| 5.  | 1983年12月21日 | セビージャ | マルタ       | 10–1   | 12–1 (詳細) | UEFA欧州選手権1984予選                  |
| 6.  | 1984年5月26日  | ジュネーヴ | スイス       | 0–3    | 0–4         | 親善試合                                |
| 7.  | 1984年5月31日  | ブダペスト | ハンガリー   | 0–1    | 1–1         | 親善試合                                |
| 8.  | 1984年10月17日 | セビージャ | ウェールズ   | 1–0    | 3–0         | 1986 FIFAワールドカップ・ヨーロッパ予選 |
| 9.  | 1985年1月23日  | アリカンテ | フィンランド | 1–0    | 3–1         | 親善試合                                |
| 10. | 1985年9月25日  | セビージャ | アイスランド | 1–1    | 2–1         | 1986 FIFAワールドカップ・ヨーロッパ予選 |

### 現役引退後
2004年には、短期間だがヘレスCDのフットボールディレクターを務めた。また、2010年にはカデーナCOPEの解説者を務めた。

## タイトル

### クラブ
- レアル・マドリード

コパ・デル・レイ 優勝 : 1978-79, 1979-80
プリメーラ・ディビシオン 優勝 : 1979-80

### 個人
- ピチーチ賞 : 1982-83